# Swakoppoortdam
De Swakoppoortdam is een stuwmeer in Namibië. De dam ligt in de loop van de Swakoprivier in het district Okahandja, zo'n 57 kilometer ten westen van de gelijknamige plaats.
De Swakoppoort is een van de grotere waterreservoirs van het land en heeft een maximale capaciteit van 69,9 miljoen m³. De dam werd in 1975 in gebruik genomen.
Het water in de Swakoppoortdam is rijk aan ijzer.
Andere belangrijke stuwmeren in Namibië zijn:
- De Hardapdam bij Mariental
- De Nautedam bij Keetmanshoop
- De Von Bachdam bij Okahandja